# Solenaspis
Solenaspis là một chi ruồi trong họ Syrphidae.